# Вербилово (Псковская область)
Вербилово — деревня в России, в Пустошкинском районе Псковской области. Входит в состав Алольской волости.

## География
Деревня расположена в 22 км к северо-западу от города Пустошка у Вербиловского озера. Восточнее находится волостной центр, деревня Алоль.

## Население
| 2002 | 2010 |
| ---- | ---- |
| 355  | ↘252 |

Численность населения деревни по оценке на начало 2001 года составляла 398 жителей.

## Инфраструктура
В деревне находится Алольская средняя образовательная школя имени Героя Советского Союза Николая Михайловича Королёва, Вербиловский дом-интернат для престарелых и инвалидов.